# سكوت باترسون (لاعب كرة قاعدة)
سكوت باترسون (بالإنجليزية: Scott Patterson)‏ هو لاعب كرة قاعدة أمريكي، ولد في 20 يونيو 1979 في Oakdale, Pennsylvania ‏ في الولايات المتحدة.

## وصلات خارجية
- سكوت باترسون على موقع دوري كرة القاعدة الرئيسي (الإنجليزية)
- سكوت باترسون على موقعبيزبول رفرنس.كوم (الدوري الرئيسي) (الإنجليزية)
- سكوت باترسون على موقعبيزبول رفرنس.كوم (الدوري الثانوي) (الإنجليزية)
- سكوت باترسون على موقع إي إس بي إن.كوم (أم.أل.بي) (الإنجليزية)
- سكوت باترسون على موقع مشجعي الرسوم البيانية (الإنجليزية)